# Атами (станция)
Станция Атами (яп. 熱海駅 Атами-эки) — железнодорожная станция в городе Атами, префектура Сидзуока, Япония. Самая первая в Японии железнодорожная станция, где 1 января 1974 года для безопасности пассажиров во время прибытия поездов Синкансэн на станцию, по краям платформ были установлены автоматические платформенные ворота. Спустя  36 лет с момента установки в 1974 году, в связи с ухудшением состояния, старые, оригинальный автоматические платформенные ворота были заменены современными, в период с декабря 2011 года по июль 2012 года. Ширина проёмов и положение дверей в старых автоматических платформенных ворот, которые были установлены под 0 серию поездов сети Синкансэн, были изменены, под современную серию поездов N700, в частности была увеличена ширина проёмов на 20 см с 1.5 м. до 1.7 м.
| Предыдущая станция          | JR Central        | Следующая станция        |
| --------------------------- | ----------------- | ------------------------ |
| Каннами на станцию Майбара  | Линия Токайдо     | Конечная                 |
| Мисима на станцию Син-Осака | Токайдо-синкансэн | Одавара на станцию Токио |
| Предыдущая станция          | JR East           | Следующая станция        |
| Киномия на станцию Ито      | Линия Ито         | Конечная                 |
| Конечная                    | Линия Токайдо     | Югавара на станцию Токио |